# Uzbekistán en los Juegos Olímpicos de Río de Janeiro 2016
Uzbekistán participa en los Juegos Olímpicos de 2016 en Río de Janeiro, Brasil, del 5 al 21 de agosto de 2016.
El boxeador Bakhodir Jalolov fue el abanderado durante la ceremonia de apertura.

## Medallero
| Medalla           | Nombre                | Deporte      | Evento              | Fecha        |
| ----------------- | --------------------- | ------------ | ------------------- | ------------ |
| Medalla de oro    | Hasanboy Dusmatov     | Boxeo        | 49 kg masculino     | 14 de agosto |
| Medalla de oro    | Ruslan Nurudinov      | Halterofilia | 105 kg kg masculino | 15 de agosto |
| Medalla de oro    | Shakhobidin Zoirov    | Boxeo        | Men's 52 kg         | 21 de agosto |
| Medalla de oro    | Fazliddin Gaibnazarov | Boxeo        | Men's 64 kg         | 21 de agosto |
| Medalla de plata  | Shakhram Giyasov      | Boxeo        | 69 kg masculino     | 20 de agosto |
| Medalla de plata  | Bektemir Melikuziev   | Boxeo        | 75 kg masculino     | 20 de agosto |
| Medalla de bronce | Diyorbek Urozboyev    | Judo         | –60 kg masculino    | 6 de agosto  |
| Medalla de bronce | Rishod Sobirov        | Judo         | –66 kg masculino    | 7 de agosto  |
| Medalla de bronce | Rustam Tulaganov      | Boxeo        | 91 kg masculino     | 13 de agosto |
| Medalla de bronce | Elmurat Tasmuradov    | Lucha        | 59 kg masculino     | 14 de agosto |
| Medalla de bronce | Murodjon Akhmadaliev  | Boxeo        | 56 kg masculino     | 18 de agosto |
| Medalla de bronce | Ikhtiyor Navruzov     | Halterofilia | 65 kg masculino     | 21 de agosto |
| Medalla de bronce | Magomed Ibragimov     | Halterofilia | 97 kg masculino     | 18 de agosto |

## Natación
| Atleta             | Evento               | Preliminares | Preliminares | Semifinales | Semifinales | Final     | Final     |
| Atleta             | Evento               | Tiempo       | Pos.         | Tiempo      | Pos.        | Tiempo    | Pos.      |
| ------------------ | -------------------- | ------------ | ------------ | ----------- | ----------- | --------- | --------- |
| Ranohon Amanova    | 400 m Cuatro estilos | 4:52,15      | 33º          | —           | —           | No avanzó | No avanzó |
| Vladislav Mustafin | 100 m estilo pecho   | 1:01,66      | 34º          | No avanzó   | No avanzó   | No avanzó | No avanzó |